# Ciolt, Maramureș
Ciolt (în maghiară Csolt) este o localitate componentă a orașului Șomcuta Mare din județul Maramureș, Transilvania, România.

## Etimologie
Etimologia numelui localității: din n.fam. Ciolt(e) < magh. Csolt . 

## Demografie
La recensământul din 2011, populația era de 612 locuitori. 

## Istoric
Prima atestare documentară: 1603 (pagus Chioltt, officiolatus Chiollt). 

## Lăcașuri de cult
Localitatea are 4 lăcașuri de cult (Greco-Catolic, Ortodox, Penticostal și Martorii lui Iehova).

## Personalități
- Benjamin Ferencz (11 martie 1920 – 7 aprilie 2023) - jurist american, fost procuror șef în Procesele de la Nürnberg.